# Naná Vasconcelos
Naná Vasconcelos, pseudonimo di Juvenal de Holanda Vasconcelos (Recife, 2 agosto 1944 – Recife, 9 marzo 2016), è stato un musicista e percussionista brasiliano.

## Biografia

### Giovinezza
Naná Vasconcelos imparò a suonare da bambino, usando le pentole e le padelle di casa. Il suo primo contatto con gli strumenti a percussione fu all'età di 7 o 8 anni, quando Naná iniziò a suonare con il padre i bongo e maracas in un ensemble a Recife.
All'età di 12 anni si esibiva già con suo padre in una banda musicale nei bar e partecipava a gruppi locali di maracatu. Ha prima imparato a suonare la batteria e poi a suonare il berimbau.

### Gli anni '70 a Rio de Janeiro
Nel corso della sua carriera ha sempre avuto una predilezione per gli strumenti a percussione e negli anni '60 è diventato famoso per il suo talento con il berimbau.
Nel 1967 si trasferisce a Rio de Janeiro dove registra due LP con Milton Nascimento. L'anno successivo, insieme a Geraldo Azevedo, si reca a San Paolo per partecipare al Quarteto Livre, che accompagna Geraldo Vandré al III Festival Internacional da Canção.
All'inizio degli anni '70, ha formato il Trio do Bagaço, con Nélson Angelo e Maurício Maestro, esibendosi con il gruppo in Messico su invito di Luis Eça. Fu in questo stesso periodo che Gato Barbieri, sassofonista argentino, lo invitò a far parte del suo gruppo, aiutando il percussionista a ottenere riconoscimenti internazionali, iniziando una lunga carriera fuori dal Brasile. Con il musicista argentino si è esibito a New York e in Europa, con particolare attenzione al Montreux Jazz Festival, in Svizzera, dove il percussionista ha incantato pubblico e critica.

### Gli anni '80 e '90
La sua discografia è ampia quanto i progetti musicali in cui è stato coinvolto. Si è esibito come percussionista al fianco di diversi artisti internazionali come B.B. King, Jean-Luc Ponty, David Byrne, Jon Hassell, Egberto Gismonti, Pat Metheny, Björk, Evelyn Glennie e Jan Garbarek. Ha formato, tra il 1978 e il 1982, insieme a Don Cherry e Collin Walcott, il trio jazz CoDoNa, con il quale ha pubblicato 3 album, in uno stile musicale definito world jazz. Nel 1981, ha suonato al Woodstock Jazz Festival, per commemorare il decimo anniversario del Creative Music Studio. Nel 1998, Vasconcelos ha contribuito con la canzone Luz de Candeeiro all'album Onda Sonora: Red Hot + Lisbon, una compilation di beneficenza per la lotta contro l'AIDS, prodotta dalla Red Hot Organization.
Nel 1984 ha suonato per l'album Singing Drums di Pierre Favre con Paul Motian; ha suonato, con Ralph Towner, anche nell'album If You Look Far Enough di Arild Andersen. In Italia ha collaborato a varie incisioni e tour di Pino Daniele e nel 1976 incide in Italia con il chitarrista Saro Liotta  l'album L'attesa, dedicato alla musica Etnico Brasiliana al fianco del bassista Italiano Mario Scotti. Nel 1991 ha collaborato con Eduardo De Crescenzo, partecipando sia alla registrazione che alla tournée del disco Cante Jondo accompagnandolo anche al Festival di Sanremo per il brano E la musica va.

### Gli anni '00
Nel 2013, il musicista ha realizzato la colonna sonora del film d'animazione O Menino e o Mundo di Alê Abreu, candidato all'Oscar per il miglior film d'animazione nel 2016.
Nel 2015, Naná ha lanciato un progetto con il cantante Zeca Baleiro e Paulo Lepetit chiamato Projeto Café no Bule.
Il 9 dicembre 2015, Naná Vasconcelos ha ricevuto il titolo di Doctor Honoris Causa dall'Università Federale Rurale di Pernambuco (UFRPE) - senza aver mai frequentato l'istruzione superiore. Questo onore è conferito a persone che si sono distinte in campi come, ad esempio, le arti, la filosofia o le scienze. Naná Vasconcelos ha vinto, per otto anni consecutivi (1983-1990), il premio come miglior percussionista dell'anno dalla prestigiosa rivista DownBeat.
Con un forte legame con la cultura popolare, negli ultimi 15 anni della sua vita, Naná ha aperto il Carnevale di Recife, accompagnato dalla processione delle nazioni maracatu.
È morto di cancro al polmone il 9 marzo 2016 nell'ospedale Unimed di Recife, dove era ricoverato.

## Discografía
- Trilhas (2006)
- Chegada (2005)
- Vasconcelos, Salis, Consolmagno (2005)
- Isso vai dar repercussão - Elo Music/Boitatá (2004) con Itamar Assumpção
- No tempo da bossa nova (1997)
- Storytelling (1995)
- If you look far enough (1993)
- Lester (1990)
- Vernal equinox (1990)
- Rain dance (1989)
- Bush dance (1986)
- Duas vozes (1984)
- Zumbi (1983)
- Codona vol 3 (1983)
- Codona vol 2 (1982)
- Codona vol 1 (1979)
- Saudades (1979)
- Kundalini (1978)
- Sol do meio-dia (1977)
- Dança das cabeças (1976)
- Nana Nelson Angelo Novelli (1975)
- Amazonas (1973)
- Africadeus (1972)